# Клеванський замок
Кле́ванський за́мок  — залишки оборонної споруди зі збереженими віадуком, двома кам'яними вежами «Пунтоне» та корпусами колишнього духовного училища. Розташований у західній частині смт Клевань, що в Рівненському районі Рівненської області.

## Історія

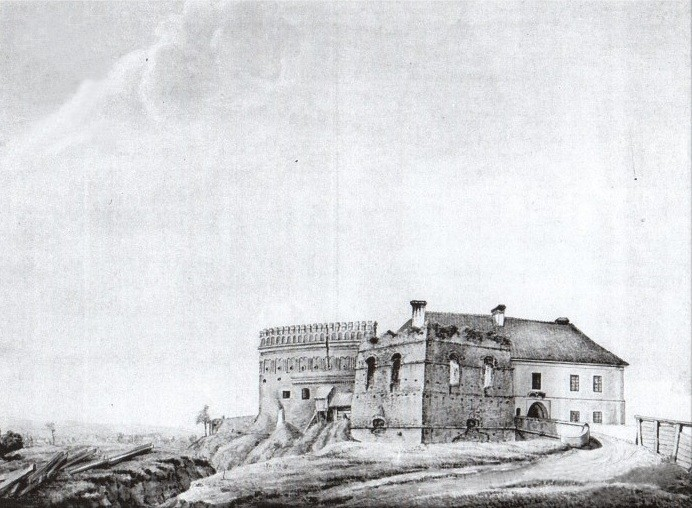
Клеванський замок від заходу

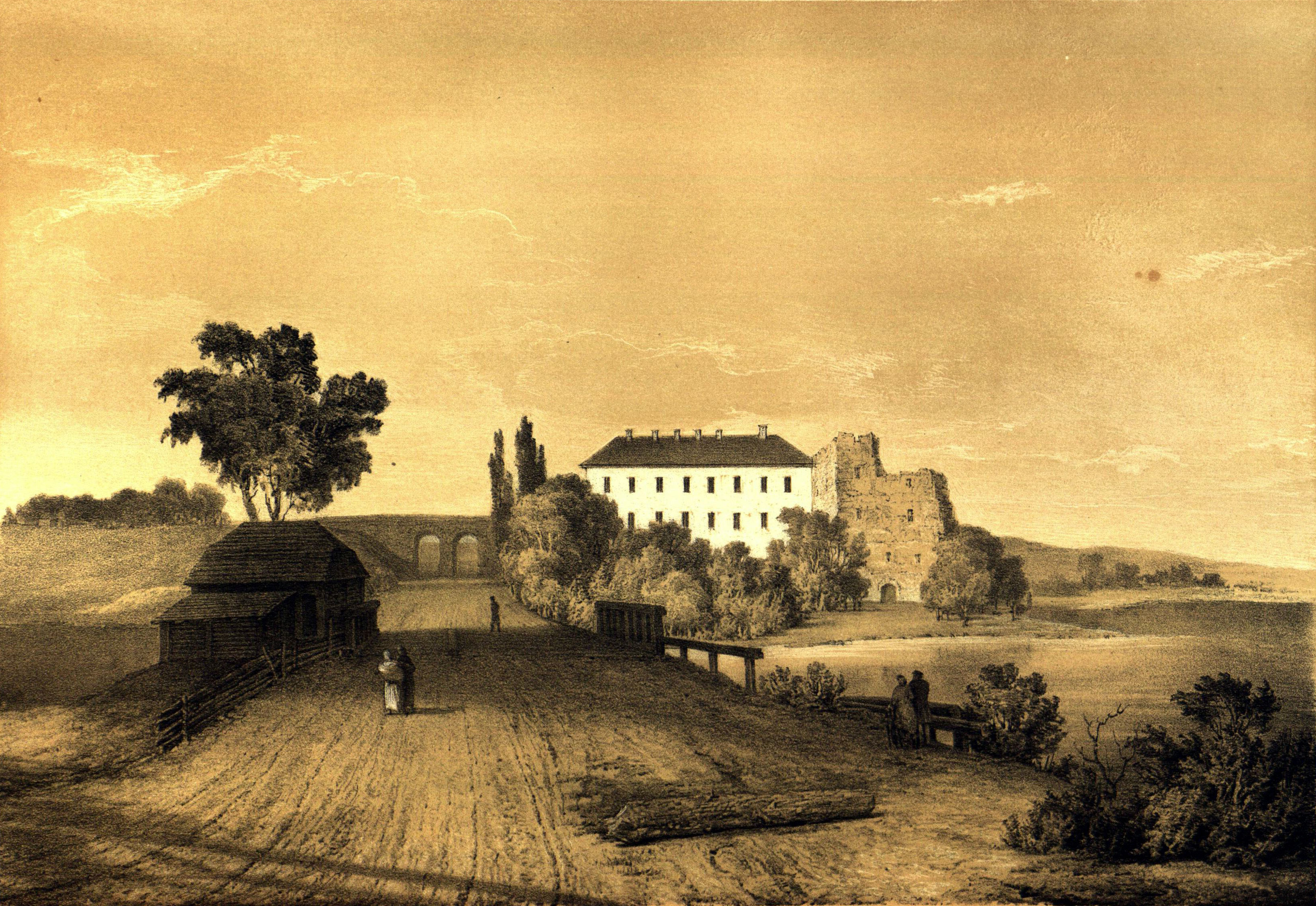
Наполеон Орда. Вид на Клеванський замок

Відомості про первісну фортецю датовані 1475 роком. Саме село в письмових джерелах вперше згадано під 1458 роком як власність князя Михайла Чорторийського. Фортецю розташували на узвишші біля річки Стубли. У 1495 році його син князь Федір Чорторийський, луцький староста, добудував замок, оточив його міцними кам'яними стінами і глибоким ровом, який заповнювався водою Стубли. Тоді ж по кутам було зведено дві муровані вежі «пунтоне» — п'ятикутні в плані. Одна вежа захищала в'їзну браму, а інша — контролювала підступи до замку з боку річки. Обидві вежі відносно непогано збереглися, особливо східна. Товщина їх цегляних стін в деяких місцях досягала 3,8 м. Третя башта, що не збереглася до наших днів, була дерев'яною. Закінчилася побудова замку в 1561 році.
Збережено опис замку за 1605 рік. Головну захисну роль відігравала західна вежа, зміцнена кам'яним бастіоном. Східна вежа слугувала цейхгаузом (арсеналом). Замок швидко втрачав оборонну функцію і в 1632 р. споруду віддали єзуїтам, які влаштували тут свій колегіум. Ймовірно, вони й були господарями замку до кінця 18 ст. Отже, замок не був магнатською резиденцією з палацом, як Корецький замок.
Після першого поділу Речі Посполитої землі відійшли до Габсбурзької монархії (з 1804 року Австрійської імперії). За наказом імператора Йозефа II у 1773 р. майно єзуїтів конфіскували. Після наступних поділів Речі Посполитої територія відійшла до Росії. На зламі 18—19 століть замок стояв пусткою.
У 1817 р. східний мур замку розібрали. Будівельні матеріали використали для побудови двох флігелів, призначених для польської гімназії.
У період 1817—1831 рр. використовувався як польська гімназія, яку царат ліквідував після польського національно-визвольного повстання. Повільне руйнування замкових споруд продовжилося під час трагічних подій 20 століття.

## Забудова
Випадково збереглися:
- дві напівзруйновані вежі, краще збереглася східна,
- віадук (побудований з цегли) над ровом,
- будівлі колишнього духовного училища 2- та 3-поверхові, спрощеної провінційної архітектури. Дахи зруйновані. Будівлі стоять пусткою, руйнуються, ніяк не використовуються (станом на 2005 рік).
- фрагменти фортечних мурів.

## Галерея

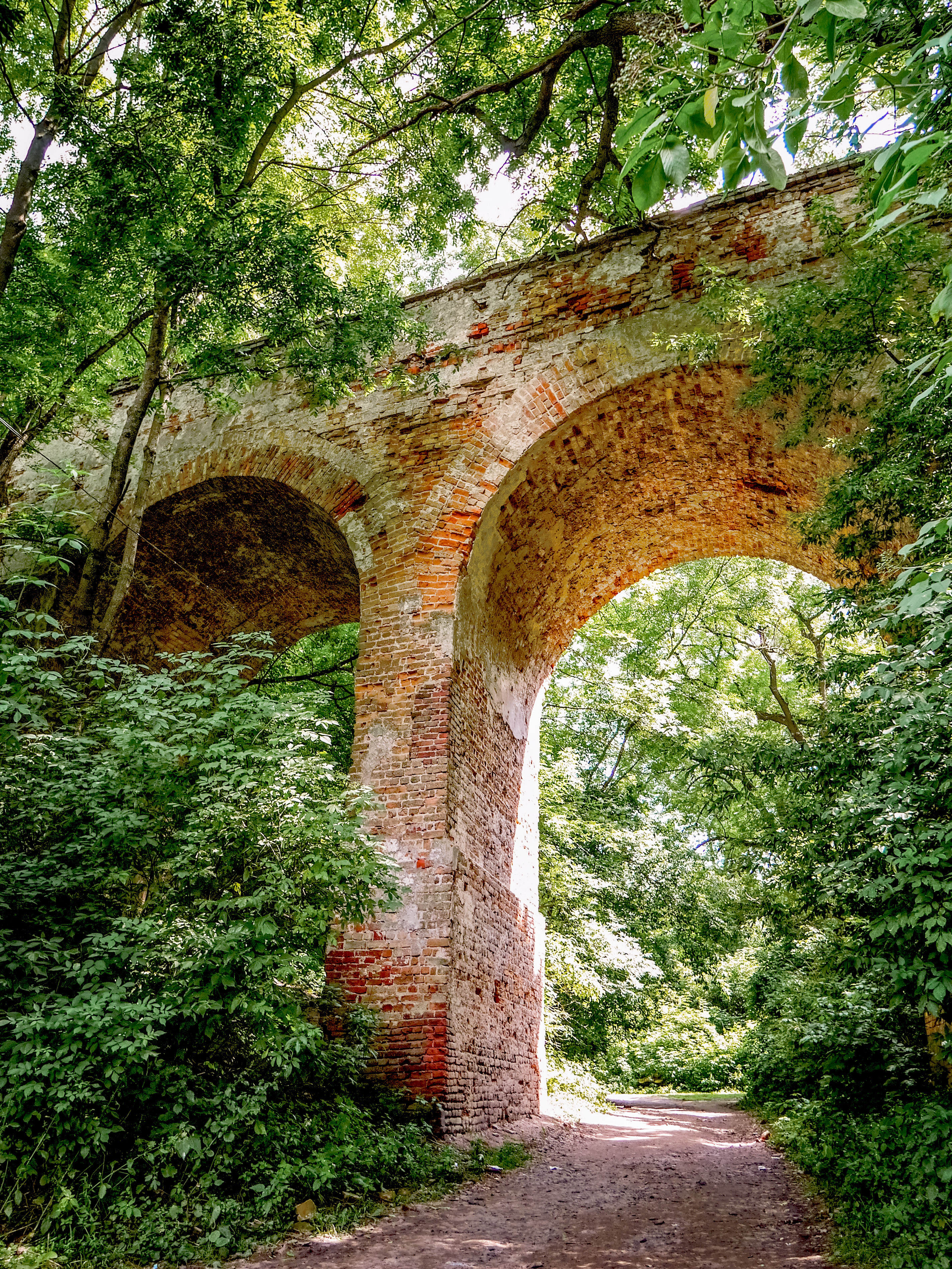
Міст-віадук
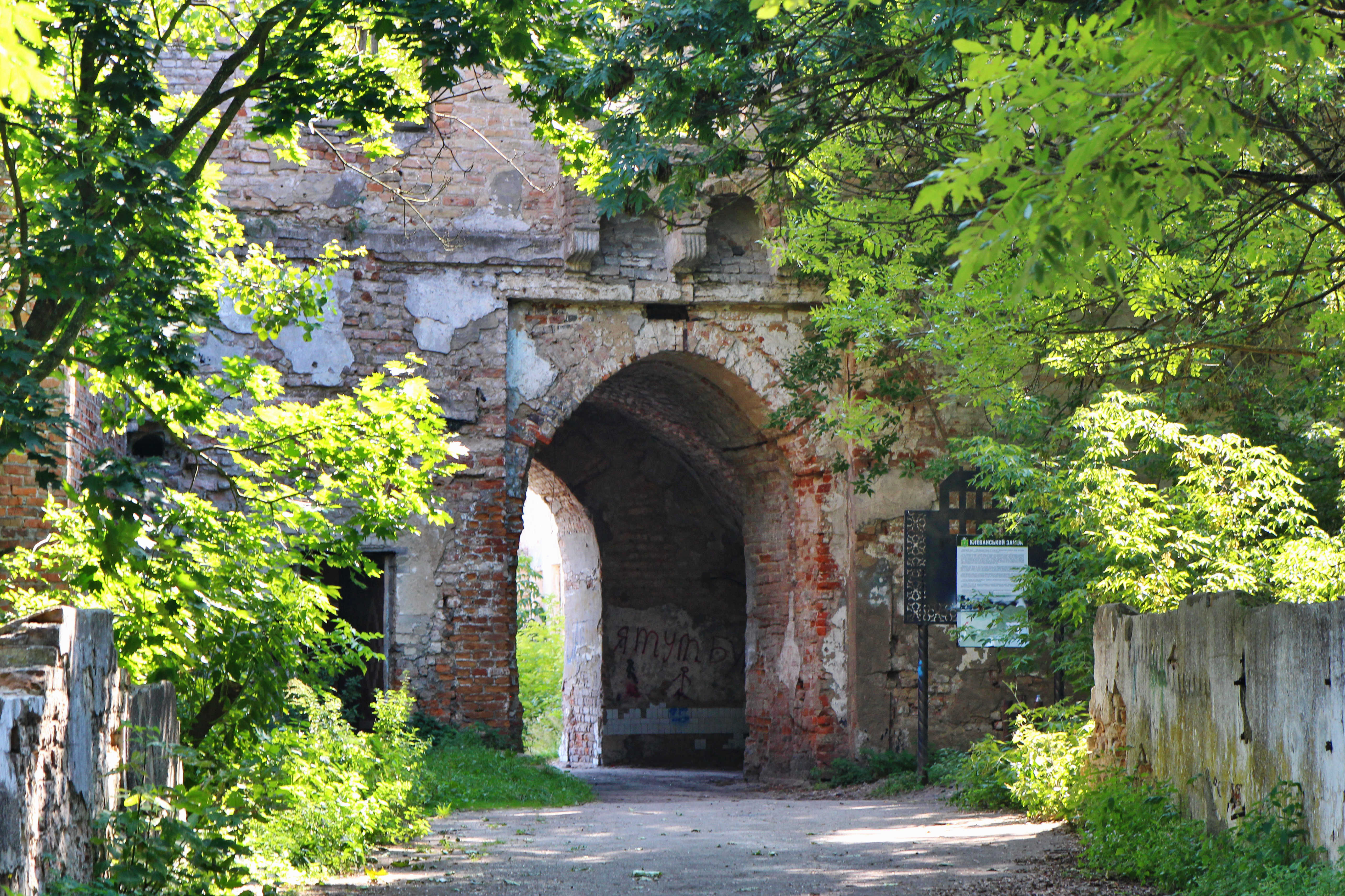
В'їзд
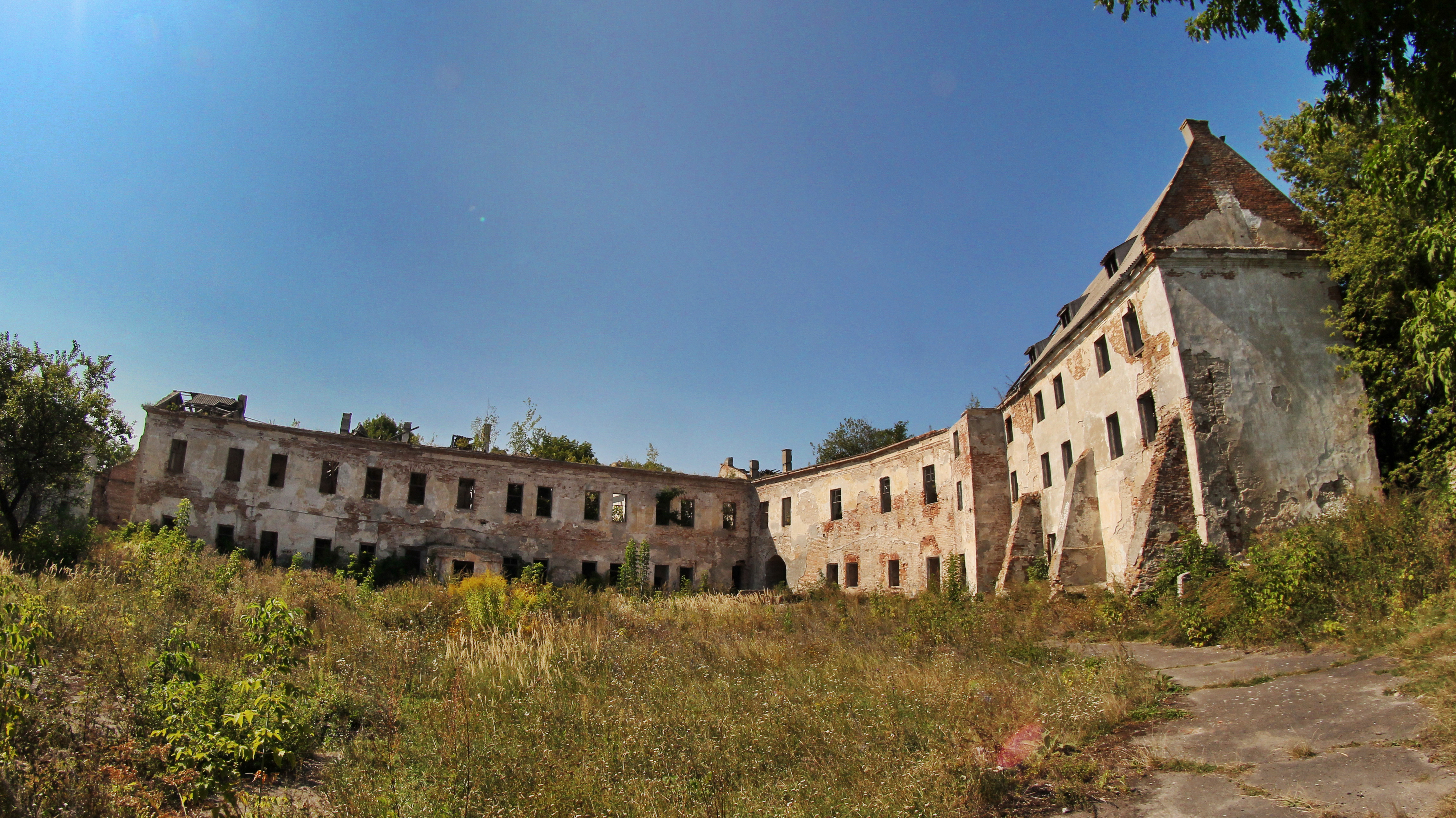
Панорама
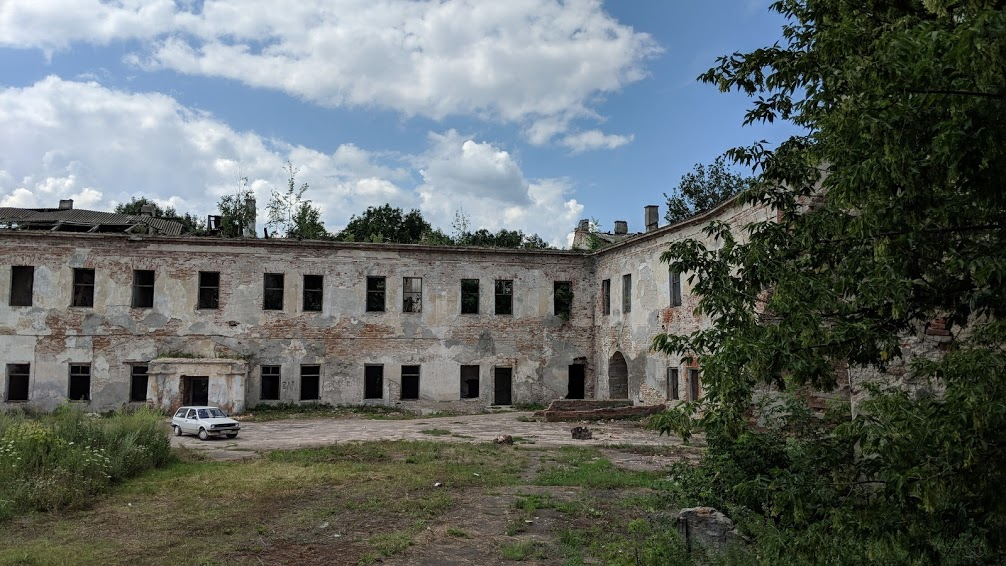
Двір
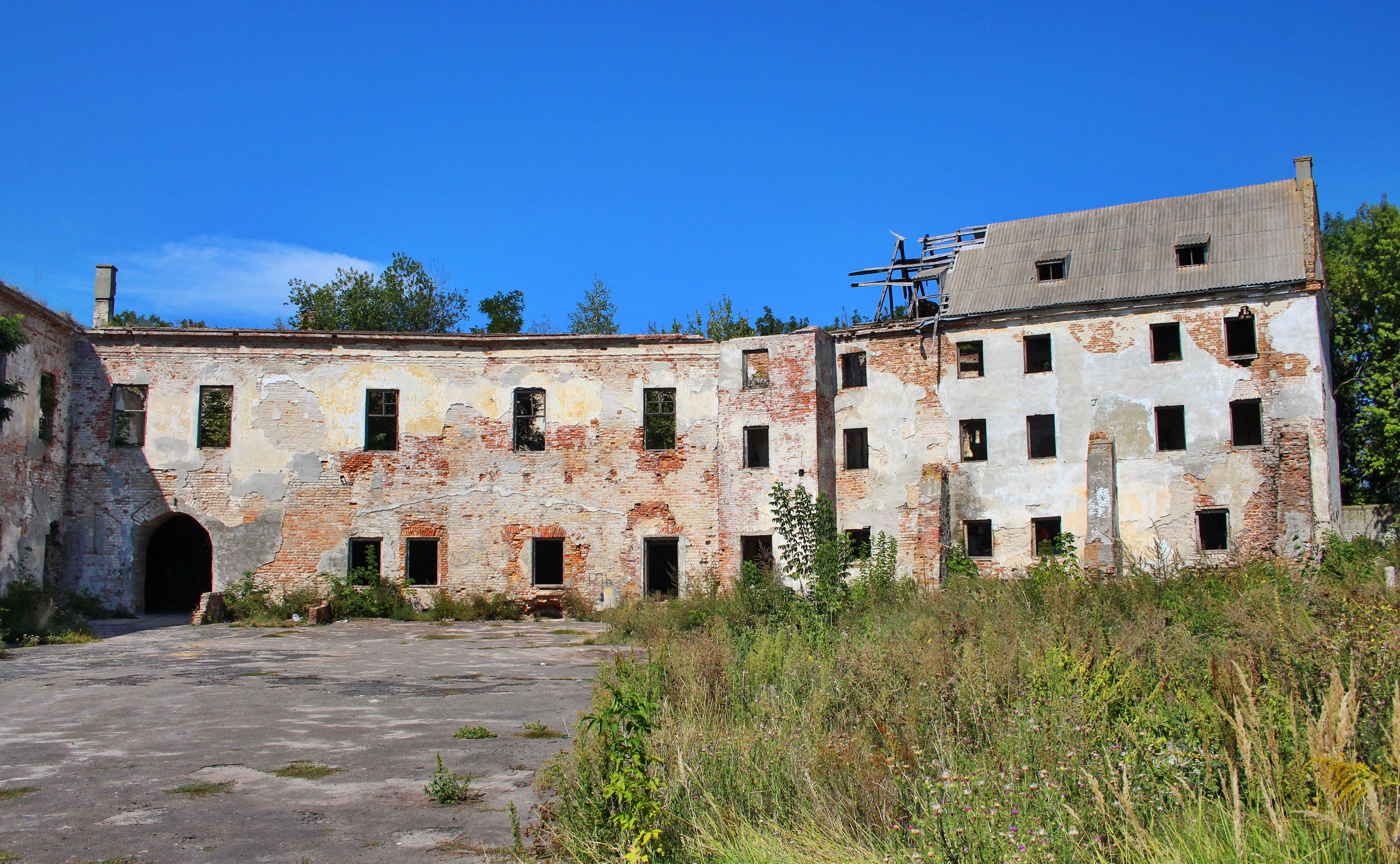
Західне крило забудови з двору